# 维尔德·英斯塔
维尔德·英斯塔（挪威語：Vilde Ingstad，1994年12月18日—），挪威女子手球运动员。她曾代表挪威国家队参加2015年、2017年和2021年世界女子手球锦标赛，其中2015年和2021年世锦赛均夺得冠军。